# Catedrala Sfânta Maria din Aberdeen
Catedrala Sfintei Maria a Înălțării (în engleză Cathedral Church of St Mary of the Assumption, cunoscută colocvial drept Catedrala Sfintei Maria (în engleză St Mary's Cathedral), este o catedrală romano-catolică din Aberdeen, Scoția, Regatul Unit.
Este catedrala centrală a episcopului de Aberdeen, ierarh al Diecezei de Aberdeen, parte din Arhidieceza Sfântul Andrei și Edinburgh.
Este cea mai importantă biserică catolică din oraș.